# Texmaker
Texmaker est un logiciel libre destiné à l'édition de documents LaTeX et fonctionnant sur Linux, macOS, Windows et OS/2. Il est développé en C++ à l'aide de la bibliothèque Qt. 
Cet éditeur offre un lot de fonctionnalités : support complet de l'Unicode, coloration syntaxique, correction orthographique lors de la frappe, autocomplétion, pliage/dépliage de code, snippets, support des expressions régulières, sélection rectangulaire, gestionnaire de session... 
La structure du document est constamment disponible via un panneau dédié et est rafraîchie automatiquement lors de la frappe. Des panneaux permettent aussi un accès simple à des centaines de symboles mathématiques.
Ce logiciel inclut aussi un visionneur pdf directement intégré dans la fenêtre principale avec affichage en mode continu, support de synctex pour la synchronisation pdf/source, possibilité d'afficher deux pages en vis-à-vis et d'appliquer des rotations au document. 
La compilation des documents est facilitée par la présence de commandes de « compilation rapide » prédéfinies et un mode « maître » permet la gestion des documents partagés en plusieurs fichiers.
Un assistant permet aussi d'exporter son document en HTML, en MathML ou au format OpenDocument.
Pour les utilisateurs francophones, un riche site de documentation sur LaTeX associé à l'utilisation de Texmaker est directement accessible via le logiciel.